# 蠟筆小新：電擊！豬蹄大作戰
《蠟筆小新：電擊！豬蹄大作戰》（日语：クレヨンしんちゃん 電撃! ブタのヒヅメ大作戦，東森幼幼台譯作《蠟筆小新：肥嘟嘟左衛門》）是日本於1998年4月18日上映的蜡笔小新电影，也是蜡笔小新的第6部动画电影。

## 概要
- 劇場版以來首部描寫野原家以外的主角的作品。而「肥嘟嘟左衛門」做為吉祥物，在本作有著相當重要的作用。
- 電影裡中描繪了許多相當具有真實感的槍戰及格鬥鏡頭，角色所使用的武器也都真實存在。肉搏戰則參考動作片如《警察故事III超級警察》等，並以「火焰般的友情為主題，懷舊復古的冒險動作片為目標」進行討論。
- 「美色」的聲優三石琴乃係由導演原惠一所欽點，也有一說人物設定是參考當時三石小姐擔任聲優所負責的角色－新世紀福音戰士的葛城美里。而在次作，三石琴乃則成為了固定聲優班底（上尾義美老師）。
- 作品曾出現小新敘述的肥嘟嘟左衛門的故事《肥嘟嘟左衛門的冒險》，這部分為臼井儀人要求加進電影裏頭。（而《肥嘟嘟左衛門的冒險》一書確實已在電影上映前，於書店上架販售。）

## 故事
聯合國直屬的秘密組織SML（Seigino Mikata Love：正義的．使者．愛）的特務，代號美色，潛入了另一邪惡秘密組織「豬蹄組」（台灣東森幼幼台播出時稱「小豬組」）的飛行船內，竊走了秘密兵器的元件，並逃出至東京灣。
與此同時，一艘在東京灣沿岸航行中的屋形船上載滿了雙葉幼稚園師生。就在大夥兒玩得熱鬧之餘，美色忽然從海中爬上了船。而後，一艘巨大的紅色飛行船伸出了鉤爪抓起了這艘船，老師和學生們紛紛跳下了船，但風間等人為了等上廁所的小新錯過了跳船時機，五人連同如廁的美色在內，往不明的目的地移動。
美冴和廣志從電視新聞得知了小新失蹤的消息而感到絕望，這時，一名自稱代號為肌肉的SML特務出現，並告知小新仍然活著的消息。肌肉向廣志和美冴說明事情的原委，並表示這起事件將交由「SML」負責。不過，急於找到小新的兩人不斷哀求肌肉能讓他們一同前往，但肌肉不從。
美冴在肌肉帶來的資料中看到了「Hong Kong」這個地名，便推測小新的所在地為香港。美冴和廣志隨即準備出發，並將小白交給鄰居照顧。抵達香港後美冴和廣志發現肌肉，惟肌肉仍然不斷回絕兩人的要求，惟後來被廣志強烈的意志所感動，遂答應讓他們同行。就這樣，美冴、廣志和肌肉便朝向邪惡秘密組織「豬蹄組」前進。
這時，飛行船停靠在豬蹄組的巨大貨櫃船上。豬蹄組三大幹部－巴魯、布雷德、大媽現身，要求美色交出秘密兵器的元件，惟遭到美色拒絕。美色為了讓孩子們能順利脫困，犧牲自己激怒大媽而受到嚴重毒打，並被豬蹄組以嚴刑逼供。此時，肌肉正駕著私人飛機和野原三人前往搭救美色一行人，卻遭到豬蹄組的飛行船擊落，就此失去了飛行船、小新一行人的蹤跡......

## 登場角色
| 配音員                                 | 角色         | 介紹 |
| -------------------------------------- | ------------ | --- |
| 三石琴乃 楊凱凱（台灣） 莊巧兒（香港） | 美色         | 本部電影女主角，「美色」為其代號，本名不詳。身著酒紅色緊身衣的性感「SML」特務。曾和肌肉結為夫妻，離婚後獨自扶養兒子正義；擅長以平底鍋為武器戰鬥，是夫妻吵架時所習得的招式。 |
| 玄田哲章 吳文民（台灣）                | 肌肉         | 「肌肉」為其代號，本名不詳。名副其實，是個滿身肌肉的壯漢。與美色曾為夫妻，因他搞外遇而離婚（台灣東森幼幼台撥出時改成「從來不幫忙做家事」），婚後被美色拒絕與兒子正義見面。故事尾聲，和美色約定如果順利生還，讓他見見正義一面。完成辛苦工作後，肌肉和美色與野原一家出去野餐。 |
| 石田太郎 魏伯勤（台灣）                | 毛斯         | 秘密組織「豬蹄組」首領。禿頭，戴著眼鏡猶如一般上班族。性格冷酷、傲慢，討厭小孩子。 |
| 山寺宏一 魏伯勤（台灣）                | 巴魯         | 「豬蹄組」幹部之首。打扮牛郎風的美男子，不過身材矮小為其弱點。即使穿了墊高7公分的鞋子，仍被小新看穿了腿短的事實。一旦失去增高鞋便會立刻失去鬥志。 |
| 速水獎 曹冀魯（台灣）                  | 布雷德       | 「豬蹄組」幹部之一。人如其名，是善用刀械的好手。平時擺著陰沉險惡的撲克臉且沉默寡言，但卻會自顧自講著無聊冷笑話並自己開懷大笑的怪人。 |
| 松島みのり 魏晶琦（台灣）              | 大媽         | 「豬蹄組」幹部之一。其並沒有生小孩、養小孩的經驗，「大媽」純粹為她的名字。 |
| 瀧口順平 孫誠（台灣）                  | 大袋博士     | 電子工學的權威，老人。電子生命體（電腦病毒）「肥嘟嘟左衛門」的開發者。和助手安潔拉青梅被秘密組織「豬蹄組」給帶走，後為了完成自己的研究而配合協助豬蹄組。認為拖鞋是人類最棒的發明，所以到哪都穿著拖鞋。名字由來應為東武伊勢崎線大袋站。1925年4月1日於北海道千歳市出生。而男大姊和戀尻癖科學家的組合，是臼井儀人的點子。片尾曲已加入SML，並作出了美色的屁股模型（但引來肌肉的生氣）。 |
| 增岡弘 曹冀魯（台灣）                  | 安潔拉青梅   | 大袋博士的助手，係中年的男大姊。臉的輪廓和小新很像，本人也如此認為。1956年12月25日於長野縣波田町出生。對廣志相當著迷。而在電視動畫中，曾有酷似安潔拉青梅的安潔拉小梅登場，並與男演員藤原啓治交往。 |
| 鹽澤兼人 孫誠（台灣）                  | 肥嘟嘟左衛門 | 本作關鍵人物。由大袋博士開發出來的豬形電子生命體（電腦病毒），世界上最強的電腦病毒，能自由地活動。 其在《蠟筆小新：爆發！溫泉激烈大決戰》中污垢達人看電視時亦有登場。 |
| 佐藤佑子 賀世芳（台灣）                | 正義         | 美色和肌肉的兒子。兩人離婚後，由美色扶養。在電影片尾時登場，與父母及野原家一同野餐。 |
| 臼井儀人 于正昇（台灣）                | 臼井儀人     | 漫畫家。喜好的女生類型為SPEED（全員）。 |

## 登場槍械
- FAMAS F1（FAMAS F1） - 肌肉使用的軍用來福槍。
- 沙漠之鷹（デザートイーグル） - 肌肉使用的自動手槍。
- HK MP5KA2（H&K MP5KA2） - 豬蹄組衛兵所配備的短式機關槍。曾為美色奪去使用。
- 貝瑞塔M92FS（ベレッタM92FS） - 豬蹄組衛兵所配備的預備兵器。
- Colt Government（コルト・ガバメント） - 巴魯所拿的雙手槍。

## 音樂
| 類別   | 曲名                   | 作詞                   | 作曲           | 編曲                       | 歌手                       |
| ------ | ---------------------- | ---------------------- | -------------- | -------------------------- | -------------------------- |
| 片頭曲 | 「」                   | もつ                   | もつ           | もつ                       | （矢島晶子）、（玄田哲章） |
| 插入曲 | 「」（1980年）         | 田中昌之、山下三智夫、 | 山下三智夫     | 荒川敏行                   | 臼井儀人                   |
| 插入曲 | 「擅長孤獨」（1981年） | 中島みゆき             | 中島みゆき     | 荒川敏行                   | （富澤美智惠）             |
| 片尾曲 | 「PURENESS」           | 作 IZAM、SAKA Chan     | KUZUKI、SHAZNA | 佐藤宣彦、山口一久、SHAZNA | SHAZNA                     |

## 外部連結
- 互联网电影数据库（IMDb）上《蠟筆小新：電擊！豬蹄大作戰》的资料（英文）
- 開眼電影網上《蠟筆小新：電擊！豬蹄大作戰》的資料（繁體中文）
- 时光网上《蠟筆小新：電擊！豬蹄大作戰》的資料（简体中文）
- 豆瓣电影上《蠟筆小新：電擊！豬蹄大作戰》的資料 （简体中文）